# Красный Кордон (Красноярский край)
Кра́сный Кордо́н — посёлок в Курагинском районе Красноярского края. Входит в состав Курского сельсовета.

## География
Посёлок находится в западной части района, на расстоянии примерно 30 км (по прямой) к северо-востоку от посёлка Курагино, административного центра района.

### Климат
Климат резко континентальный с холодной зимой и жарким летом, суровый, с большими годовыми и суточными амплитудами температуры. Среднегодовая температура воздуха 1,5 °С. Зима суровая и продолжительная. Морозы доходит до —40 °С. Лето теплое, продолжается свыше двух месяцев. Безморозный период длится 106 дней; дней с температурой 5 °С и более — 129. Среднегодовая температура колеблется от 0 °С до —1 °С. Продолжительность безморозного периода от 105 дней до 97 дней. Количество осадков 320-500 мм. Максимум осадков приходится на лето.

## Население
| 2010 |
| ---- |
| 71   |

### Национальный состав
Согласно результатам переписи 2002 года, в национальной структуре населения русские составляли 98 % из 87 чел.

## Инфраструктура
- Железнодорожный разъезд Красный Кордон.